# Pie de página

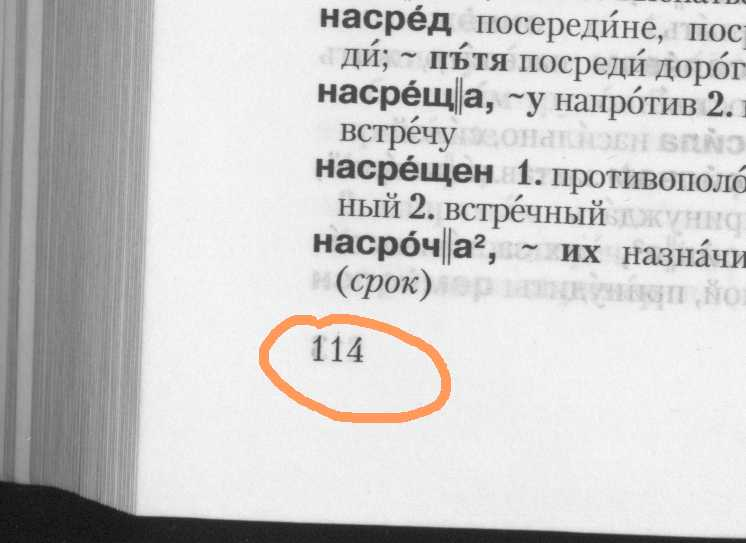
Pie de página con número de página.

En tipografía y tratamiento de textos, el pie de página (o simplemente pie) de una página impresa es una sección situada debajo del texto principal, o cuerpo. Suele utilizarse como espacio para el número de página. En los primeros libros impresos también contenía las primeras palabras de la página siguiente; en este caso se prefería colocar el número de página en el encabezado de página, en el margen superior. Debido a la falta de una norma fija, en los tiempos modernos el encabezado y el pie de página son a veces intercambiables. En algunos casos, hay elementos del encabezado insertados en el pie de página, como el título del libro o del capítulo, el nombre del autor u otra información. En la industria editorial, el pie de página se conoce tradicionalmente como pie de página, mientras que el encabezado de página es la cabecera.

## Autoedición
En las aplicaciones de autoedición, el pie de página identifica el espacio situado en la parte inferior de una página visualizada en un ordenador u otro dispositivo. Algunos programas insertan automáticamente cierta información en el pie de página, como el número de página y la fecha y hora de creación o edición del documento, datos que pueden eliminarse o modificarse. Si se desea, el usuario puede añadir un logotipo o el nombre de una empresa, el nombre del autor, el título u otra información útil (enlaces, derechos de autor, direcciones, números de teléfono, etc.) El pie de página se duplica a veces en todas las páginas del documento, con el consiguiente aumento del número de página. Del mismo modo, esta duplicación se aplica a veces a la cabecera.

## Páginas web
En HTML, el pie de página es un elemento de sección y, si se utiliza, suele ser para información sobre el copyright o el autor. A veces tiene un estilo distinto al del resto de la página, lo que se consigue mediante CSS.
- Encabezado de página
- Tabla de contenido
- Marca de agua